# بلنکی (استان آمور)
بلنکی (به لاتین: Belenky) یک منطقهٔ مسکونی در روسیه است که در استان آمور واقع شده‌است.